# Ioan P. Leuleanu

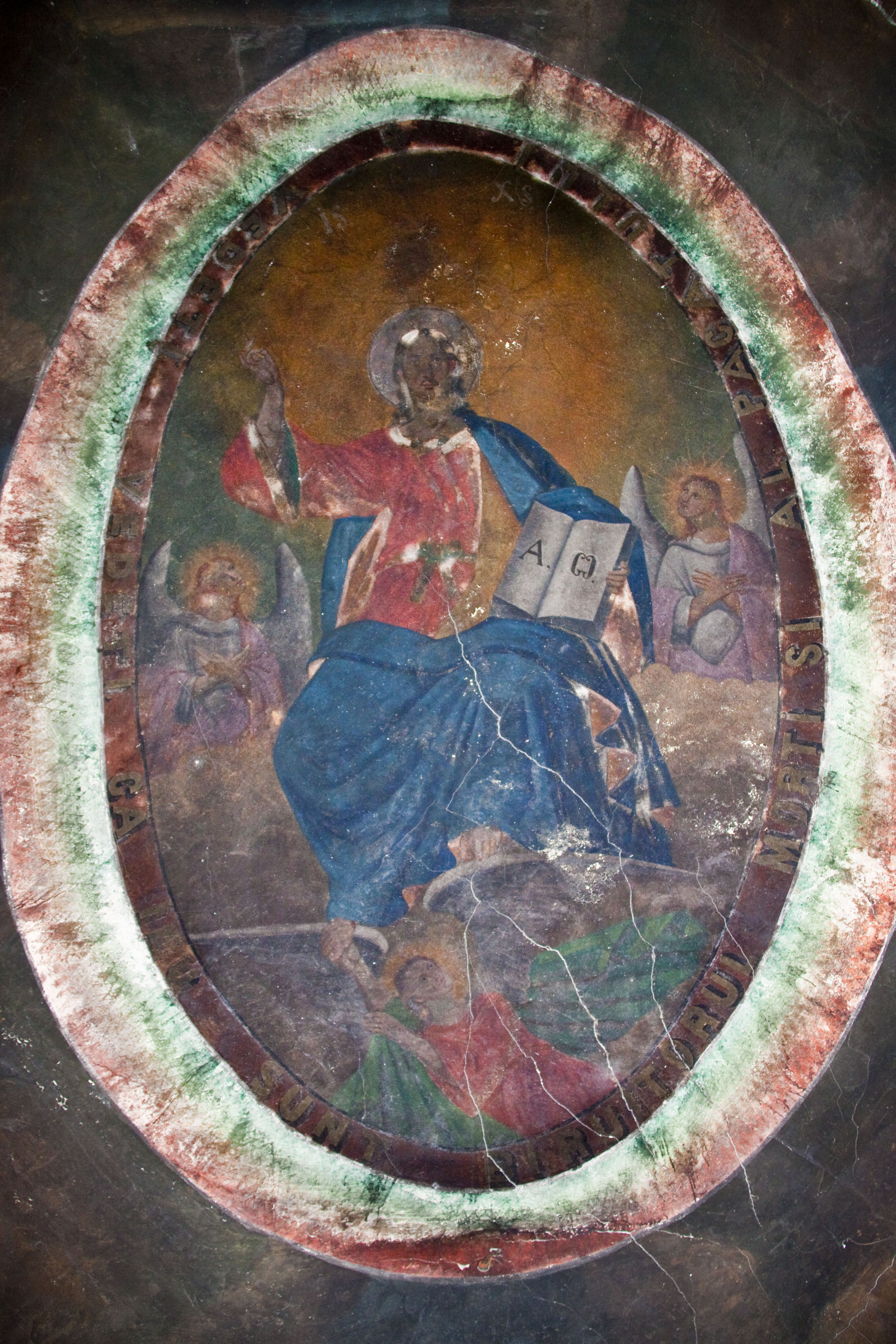
Imaginea lui Iisus biruitorul morţii şi păcatului pe bolta naosului în biserica de lemn din Şirineasa, Vâlcea, zugrăvită în 1887, foto: aprilie 2010.

Ioan P. Leuleanu a fost un pictor călător, zugrav de biserici din Craiova, cunoscut din semnăturile păstrate în pisaniile bisericilor din Prundiș-Dăiești (1886), Șirineasa (1887) și Măgureni (1888), toate în împrejurimile orașului Drăgășani. 

## Opera
Ioan Leuleanu este un pictor itinerant mai puțin cunoscut. Stilul abordat în ansamblurile pictate în bisericile din Vâlcea este de factură neoclasică, care se rupe de vechea tradiție bizantină. 